# 格拉茨主广场

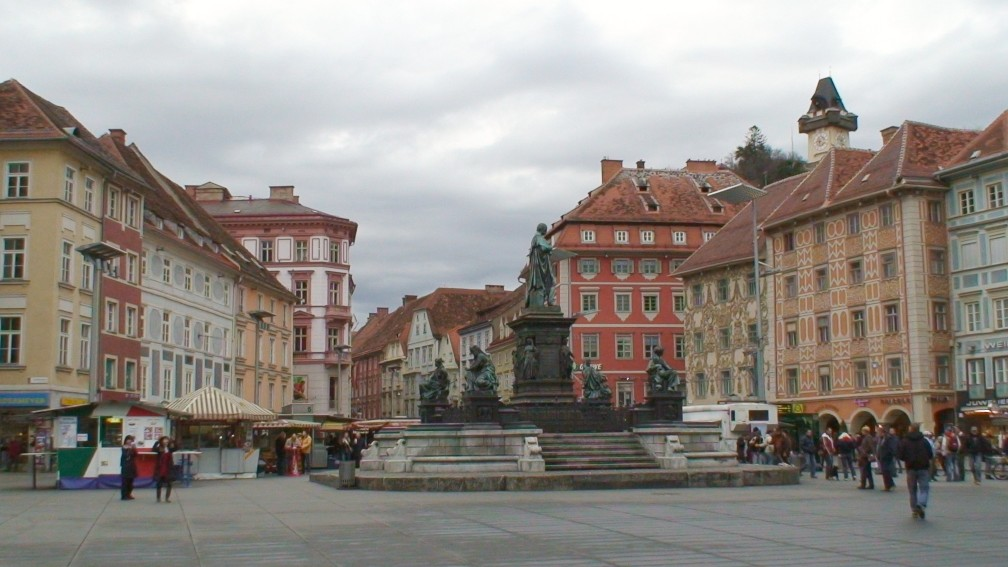

主广场（Hauptplatz）是格拉茨内城的一个广场。斯波巷（Sporgasse）、绅士街（Herrengasse）、Schmiedgasse、Murgasse和Sackstraße五条街巷汇集于此。

## 历史
1160年，格拉茨的主广场开辟为中心市场，集中该城最重要的历史和城市建筑，形成了格拉茨的历史中心。1550年，由于修建文艺复兴风格的市政厅，广场的面积几乎减半。 
1878年，广场中央建起约翰大公喷泉（Erzherzog-Johann-Brunnen）。1887-1893年，格拉茨市政厅拆除重建 。
2013年7月，广场上竖立一个真人大小的朋克青铜雕像. 艺术家Gustav Troger的雕塑旨在让观众思考所谓边缘群体。